# Schaalseelandschaft
Das Landschaftsschutzgebiet Schaalseelandschaft liegt im Landkreis Ludwigslust-Parchim in Mecklenburg-Vorpommern. Es enthält das 433 ha große FFH-Gebiet Testorfer Wald und Kleingewässerlandschaft (siehe Liste der FFH-Gebiete in Mecklenburg-Vorpommern).
Das aus zwei Teilen bestehende ca. 7.100 ha große Gebiet, das mit Verordnung vom 30. September 1998 ausgewiesen wurde, erstreckt sich 
- im westlichen Bereich westlich des Schaalsees und der Kernstadt Zarrentin am Schaalsee nördlich der A 24 bis zur Landesgrenze von Schleswig-Holstein; durch das Gebiet verläuft die Landesstraße L 04 und fließt die Boize
- im östlichen Bereich östlich des Schaalsees und der Kernstadt Zarrentin am Schaalsee nördlich der A 24; durch das Gebiet verläuft die Landesstraße L 041 und fließt die Schilde; am östlichen Rand verläuft die L 05; im Nordosten des Gebietes liegt der Woezer See.